# Грачов Анатолій Дмитрович
Анатолій Дмитрович Грачов (нар. 12 липня 1937, Ішимбай, Башкирська АРСР, Російська РФСР, СРСР — пом. 19 травня 2005, Москва, Росія) — радянський і російський актор театру і кіно. Народний артист Російської Федерації (1998).

## Біографія
Народився 1937 року в місті Ішимбаї. Після смерті матері 1947 року переїхав до бабусі в Ульянівську область, де закінчив школу. У цій же школі він працював лаборантом. З дитинства виявив акторські здібності, брав участь у самодіяльності, займався у палаці культури у танцювальному, вокальному та драматичному гуртках.
З 1954 року жив у місті Салаваті, де працював слюсарем-монтажником.
У 1955 році вступив до ГІТІС (майстерня Йосипа Раєвського). Олександр Гончаров запросив його, студента 4-го курсу, до Московського драматичного театру (на Спартаківській площі). У кіно почав зніматися із 1957 року.
Похований на Перепечинському цвинтарі під Москвою, ділянка 13, 3328 .

## Театр
Працював у Театрі на Малій Бронній, у трупі Анатолія Ефроса до 1993 року, у Олександра Калягіна в театрі Et cetera. Серед ролей — Ромео («Ромео і Джульєтта» Вільяма Шекспіра, 1970), Альоша Карамазов (в «Браті Альоші» В. С. Розова за Федором Достоєвським, 1972), Дон Карлос («Дон Жуан» Мольєра, 197) та багато інших.

## Кіно
У фільмографії — «Весна на Одері» (режисер Леон Сааков, 1968), «Слідство ведуть ЗнаТоКі» («Повинну голову… Справа № 4», 1971 ; «Шантаж. Справа № 6», 1972 ; режисер В'ячеслав Бровкін), «Слово для захисту» (режисер Вадим Абдрашитов, 1976), "...та інші офіційні особи « (режисер Семен Аранович, 1976), Остання двійка (1977), „Репортаж з лінії вогню“, (режисер Леон Сааков, 1984) рядків» (режисер Олександр Рогожкін, 1985) та інші, всього понад сорок кіноролей.

## Фільмографія
- 1957 — До Чорного моря — Юра Дрожжин, студент
- 1961 — У важку годину
- 1961 — Оленка — Єгор
- 1965 — Кохана — шофер
- 1966 — Немає і так
- 1968 — Жага над струмком
- 1968 — Весна на Одері — Чохов
- 1969 — Варькина земля
- 1970 — Море у вогні — мічман
- 1970 — Борис Годунов. Сцени з трагедії
- 1971 — Слідство ведуть ЗнаТоКі. Повинну голову ... — Михайло Токарев
- 1972 — Слідство ведуть ЗнаТоКі. Шантаж — Михайло Токарєв
- 1972 — Будденброкі — Грюнліх
- 1973 — Людина з боку — Олексій Георгійович Чешков
- 1973 — Хлопчину звали Капітаном — Павло Бадаєв
- 1973 — У номерах — репортер
- 1973 — Олег і Айна — Олег
- 1974 — Вершники на станції Роса
- 1975 — Вовча зграя — Левчук
- 1976 — Доля барабанщика — Платон Половцев
- 1976 — Слово для захисту — прокурор
- 1976 — Моя справа — Григорій Тарасович Гринько, секретар парткому заводу
- 1976 — ...та інші офіційні особи — Ігор Миколайович Толкунов
- 1977 — Остання двійка — Павло Петрович
- 1977 — Хто за стіною? (короткометражний) — Ігор Михайлович Лужков
- 1979 — Щось з телефоном (короткометражний) — Вадим Миколайович
- 1979 — Круте поле — Грачів
- 1979 — Варвари
- 1980 — Дрібниці життя — Бунін
- 1980 — Червоні погони — полковник Ковальов
- 1980 — Таємниця Едвіна Друда — Септімус Кріспаркл
- 1981 — Лютневий вітер — Бурлацький, політв'язень
- 1981 — Залишаюся з вами — Аркадій Гайдар
- 1982 — З кішки все і почалося... — тато Галки, пілот
- 1982 — Дитячий світ — епізод
- 1983 — Визнати винним — Ігор Борисович, тато Віктора (в титрах — батько Володимирова)
- 1984 — Репортаж з лінії вогню
- 1984 — Два гусари — Лухнов
- 1985 — Заради кількох рядків — капітан Буренков
- 1985 — Увага! Всім постам ... — Іван Олексійович, майор міліції
- 1986 — Рівняється чотирма Франціям
- 1986 — Де ваш син?
- 1987 — Чоловічі портрети — Філюгін
- 1987 — Кохаючий вас Коля
- 1988 — Блазень — батько Валі
- 1988 — Автопортрет невідомого
- 1989 — Свій хрест
- 1989 — Зелений вогонь кози
- 1989 — Жінки, яким пощастило — Колобков Ігор Валер'янович, фотограф
- 1990 — Ворог народу — Бухарін — Климент Єфремович Ворошилов
- 1999 — Вечеря в чотири руки — Іоганн Крістоф Шмідт
- 2001 — Соломея